# That's What Little Girls Are Made Of
"That's What Little Girls Are Made Of" (en español De Éso Están Hechas Las Niñas) es el sencillo debut de la cantante estadounidense Raven-Symoné, tomado de su álbum debut Here's to New Dreams.

## Información
La canción fue lanzada el 15 de junio de 1993 y cuenta con la participación de la rapera Missy Elliott, coescritora de la misma, acreditada con su nombre completo Melissa Elliott. Esta fue la primera canción que Missy Elliott escribió para otro artista. El video musical fue dirigido por JJColine, y lanzado el 14 de abril de 1993.

### Lista de canciones
12"
1. "That's What Little Girls Are Made Of" — 3:15

Casete
1. "That's What Little Girls Are Made Of"— 3:15

Vinyl, 12"
1. "That's What Little Girls Are Made Of" (Extended Dub Remix) — 5:25
2. "That's What Little Girls Are Made Of" (Bogle Mix) — 3:52
3. "That's What Little Girls Are Made Of" (Raggamuffin Dub Semi-Instrumental) — 3:56

CD Sencillo, Vinyl, 12", Promo
1. "That's What Little Girls Are Made Of" (Album Version) — 3:15
2. "That's What Little Girls Are Made Of" (Album Dub Version) — 3:52
3. "That's What Little Girls Are Made Of" (Dub Remix Radio Edit) — 5:28
4. "That's What Little Girls Are Made Of" (Boogie Mix) — 3:52
5. "That's What Little Girls Are Made Of" (Extended Dub Instrumental) — 5:27
6. "That's What Little Girls Are Made Of" (Raggamuffin Dub Semi-instrumental) — 3:56

## Posiciones
| Chart (1993)                                      | Posición |
| ------------------------------------------------- | -------- |
| U.S. Billboard Hot 100                            | 68       |
| U.S. Billboard Hot Dance Music/Club Play          | 43       |
| U.S. Billboard Hot Dance Music/Maxi-Singles Sales | 43       |
| U.S. Billboard Hot R&B/Hip-Hop Songs              | 47       |
| U.S. Billboard Rhythmic Top 40                    | 39       |
| U.S. Billboard Hot Singles Sales                  | 64       |
| U.S. Billboard Hot R&B/Hip-Hop Singles Sales      | 42       |
| U.S. Billboard Hot R&B/Hip-Hop Airplay            | 50       |
| U.S. Billboard Hot 100 Airplay                    | 70       |
| U.S. Billboard Bubbling Under R&B/Hip-Hop Singles | 8        |
| U.S. Billboard Bubbling Under Hot 100 Singles     | 3        |
| U.S. Cash Box Top 100 Pop Singles                 | 73       |
| U.S. Cash Box Top 100 R&B Singles                 | 58       |

## Créditos y personal
- Compositores: Chad "Dr. Ceuss" Elliott, Melissa Elliott.[2]
- Productor: Chad "Dr. Ceuss" Elliott.[2]
- Producción adicional: Phillip Smart, Rafael Allen, Tootie Wayne.[2]
- Rap: Melissa Elliot.[2]
- Mezcla: Maxi Priest, Herbert Harris, Phillip Smart.[2]
- Ingeniero: Charles Alexander.[2]
- Productores ejecutivos: Wendy Credle, Christopher B. Pearman.[2]